# 蘭嶼馬蹄花
蘭嶼馬蹄花（學名：Tabernaemontana subglobosa），是夾竹桃科馬蹄花屬的一個物種。
蘭嶼馬蹄花為常綠灌木或小喬木，株高可達4公尺。夏季開花，聚繖花序，花冠高杯形，白色，常成扭曲狀。夏至秋季結果，蓇葖果歪卵形，2枚對生，熟果橙黃至橙紅色，種子紅色。長橢圓形或倒卵形。闊葉灌木或小喬木，質感粗。淺根植物。